# 阿南市立吉井小学校
阿南市立吉井小学校（あなんしりつ よしいしょうがっこう）は、徳島県阿南市吉井町にある公立小学校。

## 概要
- 2015年10月30日、同校と阿南市立加茂谷幼稚園と阿南市立加茂谷中学校の3校が那賀川吉井地区河川敷で合同防災訓練を行った。防災訓練の一環としてレクレーションと（幼稚園と中学校は2013年から）飯ごう炊さんを実施している[1]。

## 沿革
- 1873年（明治6年） - 吉井小学校の創立。
- 1874年（明治7年） - 楠根小学校を設立。
- 1879年（明治12年） - 楠根小学校を廃止し吉井小学校と統合。
- 1899年（明治32年） - 吉井尋常高等小学校と改称。
- 1932年（昭和7年） - 徳島県那賀郡吉井尋常高等小学校と改称。
- 1941年（昭和16年） - 徳島県那賀郡加茂谷村吉井国民学校と改称。
- 1937年（昭和12年） - 徳島県那賀郡加茂谷村吉井小学校と改称。
- 1955年（昭和30年） - 町村合併により、徳島県那賀郡富岡町吉井小学校と改称。
- 1958年（昭和33年） - 市制施行により阿南市吉井小学校となる。

## 通学区域が隣接している学校
- 阿南市立山口小学校
- 阿南市立長生小学校
- 阿南市立大野小学校
- 小松島市立櫛渕小学校
- 勝浦町立生比奈小学校
- 勝浦町立横瀬小学校
- 那賀町立鷲敷小学校